# Мамоново (Новосибирская область)
Мамоново — село в Маслянинском районе Новосибирской области. Административный центр и единственный населённый пункт Мамоновского сельсовета.

## География
Площадь села — 198 гектаров.

## Население
| 2002  | 2007  | 2010  | 2012  | 2013  | 2014  | 2015  |
| ----- | ----- | ----- | ----- | ----- | ----- | ----- |
| 1629  | ↘1600 | ↗1610 | ↘1574 | ↘1566 | ↗1571 | ↗1584 |
| 2016  | 2017  | 2018  | 2019  | 2020  | 2021  |       |
| ↘1582 | ↗1588 | ↗1605 | ↗1640 | ↗1671 | ↗1682 |       |

## Инфраструктура
В селе по данным на 2007 год функционируют 1 учреждение здравоохранения и 2 учреждения образования.